# JayKay
JayKay ist ein südamerikanischer Sänger, der hauptsächlich in den Kategorien House und Dance aktiv ist. Seine erfolgreichsten Singles sind Princess, Party Encore und Weekend (Wicked Wow).

## Karriere
Als Kind lebte JayKay auf Grund des Berufs seines Vaters auf verschiedenen Antillen-Inseln.
JayKays Vater war ein Prediger und seine Mutter gab ihm die Kraft sich musikalisch weiterzuentwickeln.
Sie ermutigte ihn, Klavier zu studieren und bereits in sehr jungen Jahren seine Stimme zu trainieren. Bereits früh stieg er im Kirchenchor ein. Während er ein venezolanisches Internat besuchte, entwickelten sich JayKays Tanztechniken und er brachte sich selbst Beatboxing und Rap in mehreren Sprachen bei. Darüber hinaus war er ein talentierter Basketballspieler und hatte auch viel mit Laufsport und anderen athletischen Sportarten zu tun. Als junger Mann verfestigte er seine Karriere als Entertainer. Sein Debüt auf der Bühne hatte er mit seiner Band Just 4 You. Mit seiner Fan-Gemeinde wuchs seine Bestrebung ein großer Star zu werden. Innerhalb von zwei Monaten organisierte JayKay mit seinen Fans ein Gospel-Event, um seinen nächsten Schritt zu machen. Mit über 2500 Teilnehmern war die Veranstaltung ein großer Erfolg und JayKay gewann zusammen mit seiner Gruppe den lokalen World Music-Wettbewerb.
Mit 19 Jahren trat er der Rotterdamer Hochschule für Musik bei, doch bevor er sie abschloss, meldete seine Freundin ihn bei der TV-Show Idols an. JayKay konnte hier den dritten Platz belegen. Nach seinem Erfolg in den Niederlanden reiste er nach Miami. Derzeit lebt JayKay in Los Angeles und hat einen Vertrag mit mehreren Musikproduzenten. Darunter sind auch der deutsche Produzent Axel Konrad und der US-amerikanische Produzent Stephen Singer. Auch selber produziert und schreibt er zahlreiche Lieder in unterschiedlichen Sprachen. Seine erste weltweite Single Princess wurde im Sommer 2010 veröffentlicht und stieg direkt nach der Veröffentlichung in die belgischen Charts ein.
Im Herbst 2011 veröffentlichte JayKay eine neue Singles, die er gemeinsam mit US-Rapper Flo Rida und Smokey aufnahm. Sie trägt den Namen What the Girls Like. Weekend (Wicked Wow) erschien im Oktober 2011. Diese nahm er gemeinsam mit Carolina Marquez, Lil Wayne & Glasses Malone auf. Im Frühjahr 2012 unterzeichnete er einen Vertrag beim Plattenlabel Kontor Records und brachte schon kurze Zeit später den Song Party Encore mit den Hip-Hop-Musikern Lil Wayne, Rick Ross & Mack 10 heraus. Am 14. September 2012 wurde ein 2k12 Remix vom DJ David May zum Song Weekend (Wicked Wow) veröffentlicht. Er wurde auf der Kompilation Kontor Top of the Clubs Vol. 56 vorgestellt.

## Diskografie

### Singles
| Jahr | Titel                     | Anmerkungen                                                                                      |
| ---- | ------------------------- | ------------------------------------------------------------------------------------------------ |
| 2010 | Princess                  | Erstveröffentlichung: 15. Oktober 2010 (Cover des Songs The Riddle von Nik Kershaw)              |
| 2011 | What the Girls Like       | Erstveröffentlichung: 9. September 2011 (feat. Flo Rida, Smokey & Git Fresh)                     |
| 2011 | Weekend (Wicked Wow)      | Erstveröffentlichung: 16. Oktober 2011 (vs. Carolina Marquez feat. Lil Wayne & Glasses Malone)   |
| 2012 | Party Encore              | Erstveröffentlichung: 15. Juni 2012 (mit Lil Wayne, Rick Ross & Mack 10)                         |
| 2012 | Weekend (Wicked Wow) 2k12 | Erstveröffentlichung: 14. September 2012 (vs. Carolina Marquez feat. Lil Wayne & Glasses Malone) |
| 2017 | Ojos q no ven             | Erstveröffentlichung: 29. Dezember 2017 (mit Stephen Oaks feat. Pitbull)                         |